# Ipsilon

Litera grecească Ipsilon, majusculă și minusculă

Ipsilon sau Upsilon (majusculă Υ, literă mică υ, în greacă ύψιλον, ýpsilon) este a douăzecea literă a alfabetului grec.
În sistemul de numerație alfabetică greacă avea valoarea 400. Ipsilon provine din litera feniciană  (waw).
Din litera Ipsilon au derivat ulterior literele Y (în unele limbi, litera este numită astfel), U și V din alfabetul latin, precum și litera U din alfabetul chirilic (У, у).